# Efectos del calentamiento global en la salud humana

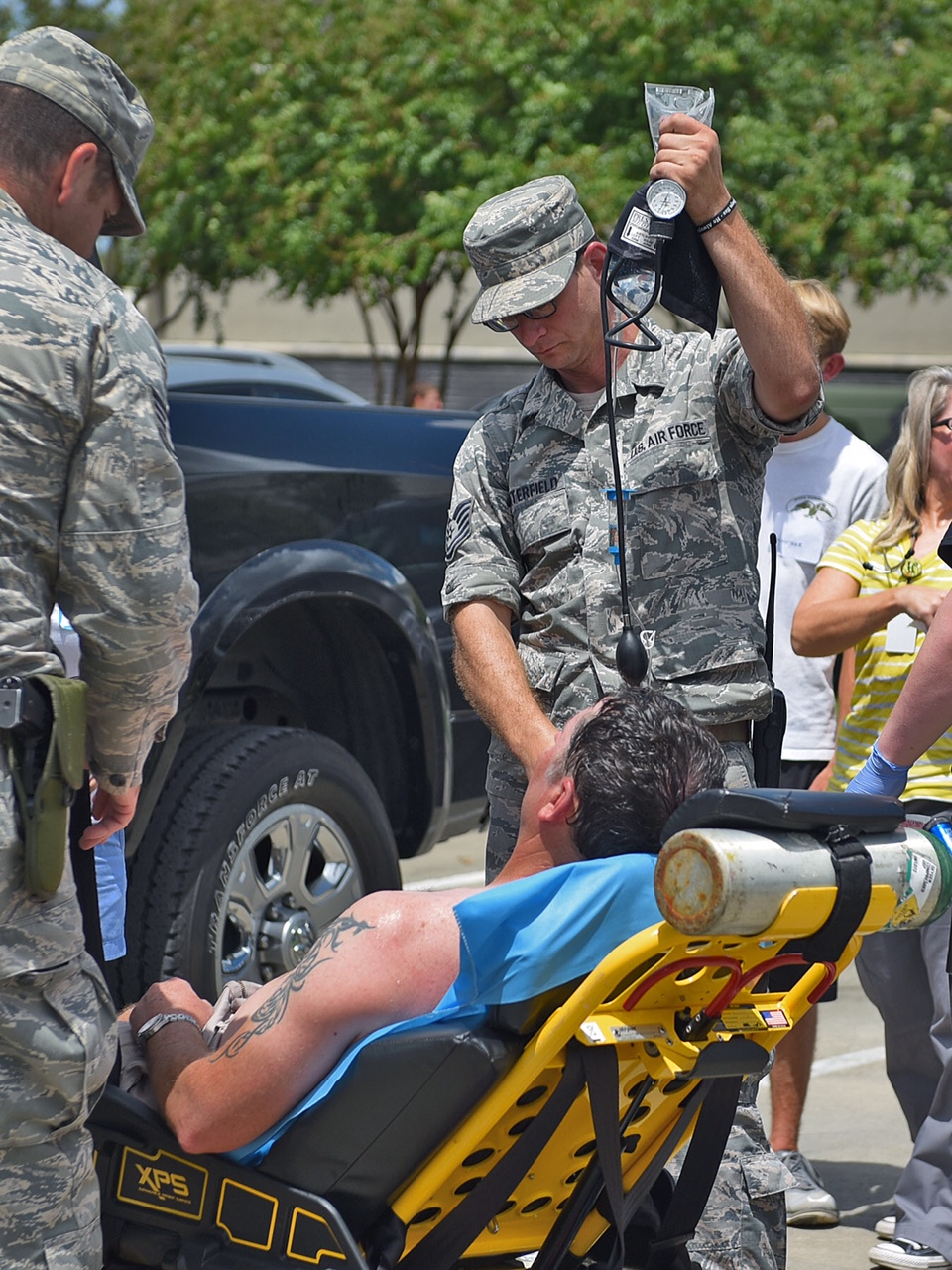
Ejemplo de impactos en la salud: Tratamiento de insolación en Baton Rouge durante las inundaciones de Luisiana de 2016. El cambio climático está haciendo que las olas de calor sean más intensas, lo que podría provocar un mayor riesgo de sufrir un golpe de calor.

Los efectos del cambio climático en la salud humana han sido cada vez más estudiados y cuantificados. El aumento de las temperaturas y los cambios en los patrones climáticos están aumentando la gravedad de las olas de calor, el clima extremo y otras causas de enfermedades, lesiones o muerte. Las olas de calor y los fenómenos meteorológicos extremos tienen un gran impacto en la salud, tanto directa como indirectamente. Cuando las personas están expuestas a temperaturas más altas durante períodos de tiempo más prolongados, pueden sufrir insolación e hipertermia.
Además de los impactos directos, el cambio climático y los fenómenos meteorológicos extremos provocan cambios en la biósfera. Ciertas enfermedades transmitidas por vectores epidemiológicos o por agentes biológicos patógenos sensibles al clima pueden volverse más comunes en algunas regiones. Los ejemplos incluyen enfermedades transmitidas por mosquitos, como el dengue, y enfermedades transmitidas por el agua, como la diarrea. El cambio climático afectará a los lugares donde las enfermedades infecciosas podrán propagarse en el futuro. Muchas enfermedades infecciosas se propagarán a nuevas áreas geográficas donde las personas no han estado expuestas previamente a ellas.
Los cambios en el clima pueden causar una disminución del rendimiento de algunos cultivos y regiones, lo que resulta en precios más altos de los alimentos, inseguridad alimentaria y desnutrición. El cambio climático también puede reducir la seguridad hídrica. Estos factores juntos pueden conducir a un aumento de la pobreza, la migración humana, los conflictos violentos y los problemas de salud mental.
El cambio climático afecta la salud humana en todas las edades, desde la infancia hasta la adolescencia, la edad adulta y la vejez. Factores como la edad, el género y el nivel socioeconómico influyen en hasta qué punto estos efectos se convierten en riesgos generalizados para la salud humana. : 1867 El clima extremo crea peligros climáticos para familias enteras, particularmente aquellas encabezadas por mujeres. También puede reducir la capacidad de obtener ingresos y la estabilidad económica de las personas. Las poblaciones mayores de 65 años son particularmente vulnerables al calor y otros efectos del cambio climático sobre la salud. Los riesgos para la salud se distribuyen de manera desigual en todo el mundo. Las personas desfavorecidas son particularmente vulnerables al cambio climático. : 15 
Los efectos del cambio climático sobre la salud son cada vez más un motivo de preocupación para la comunidad internacional de políticas de salud pública. En 2009, una publicación de la revista de medicina general The Lancet afirmó que "el cambio climático es la mayor amenaza mundial para la salud del siglo XXI". La Organización Mundial de la Salud lo reiteró en 2015.
Las investigaciones muestran que los profesionales de la salud de todo el mundo coinciden en que el cambio climático es real, es causado por los humanos y está provocando mayores problemas de salud en sus comunidades. Los estudios también muestran que tomar medidas para abordar el cambio climático mejora la salud pública. Los profesionales de la salud pueden actuar informando a las personas sobre los daños a la salud y las formas de abordarlos, presionando a los líderes para que tomen medidas y tomando medidas para descarbonizar sus propios hogares y lugares de trabajo. Los estudios han encontrado que las comunicaciones sobre el cambio climático que lo presentan como un problema de salud en lugar de simplemente una cuestión ambiental tienen más probabilidades de involucrar al público.

## Efectos
Los efectos del cambio climático sobre la salud humana se pueden agrupar en directos e indirectos. : 1867 Ambos tipos de efectos interactúan con la dinámica social. La combinación de efectos y dinámica social determina los resultados finales de salud. Los mecanismos y dinámicas sociales se explican más adelante:
- Mecanismos o riesgos directos: cambios en el clima extremo y el consiguiente aumento de tormentas, inundaciones, sequías, olas de calor e incendios forestales[15]
- Mecanismos o riesgos indirectos: están mediados por cambios en la biósfera (p. ej., la carga de enfermedades y la redistribución de los vectores de las mismas, o la disponibilidad de alimentos, la calidad del agua, la contaminación atmosférica, el cambio en el uso de la tierra, el cambio ecológico)
- Dinámica social (edad y género, estado de salud, nivel socioeconómico, capital social, infraestructura de salud pública, movilidad y estado de conflicto)

Estos riesgos para la salud varían en todo el mundo y entre diferentes grupos de personas. Por ejemplo, las diferencias en la prestación de servicios de salud o en el desarrollo económico darán como resultado diferentes riesgos para la salud de las personas en diferentes regiones, y los países menos desarrollados enfrentarán mayores riesgos para la salud. En muchos lugares, la combinación de un nivel socioeconómico más bajo y roles culturales de género genera mayores riesgos para la salud de las mujeres y las niñas como resultado del cambio climático, en comparación con los que enfrentan los hombres y los niños (aunque en otros casos puede aplicarse lo contrario).
Se han identificado los siguientes efectos sobre la salud que están relacionados con el cambio climático: enfermedades cardiovasculares, enfermedades del aparato respiratorio, enfermedades infecciosas, desnutrición, enfermedades mentales, alergias, lesiones e intoxicaciones. : Figure 2 
La salud y la prestación asistencia sanitaria también pueden verse afectadas por el colapso de los sistemas de salud y los daños a la infraestructura debidos a fenómenos inducidos por el clima, como las inundaciones. Por lo tanto, construir sistemas de salud que sean resilientes al clima es una prioridad. : 15 

## Impacto
El impacto de las temperaturas globales más altas tendrá ramificaciones en los siguientes aspectos: vulnerabilidad al calor extremo, exposición de poblaciones vulnerables a olas de calor, calor y actividad física, cambios en la capacidad laboral, calor y sentimiento (salud mental), mortalidad relacionada con el calor.
La temperatura media mundial y combinada de la superficie terrestre y oceánica muestra un calentamiento del 1,09 °C (rango: 0,95 a 1,20 °C) de 1850–1900 a 2011–2020, según múltiples conjuntos de datos producidos de forma independiente. La tendencia es más rápida desde la década de 1970 que en cualquier otro período de 50 años durante al menos los últimos 2000 años.
Un estudio de 2023 estimó que el cambio climático ocurrido entre 1960 y 1990 ha dejado a más de 600 millones de personas (9% de la población mundial) fuera del "nicho de temperatura", el rango de temperatura promedio en el que los humanos prosperan.
Un estudio de 2020 proyecta que las regiones habitadas por un tercio de la población humana podrían llegar a ser tan cálidas como las partes más cálidas del Sahara dentro de 50 años sin un cambio en los patrones de crecimiento demográfico y sin migración, a menos que se reduzcan las emisiones de gases de efecto invernadero. La temperatura media anual proyectada por encima de los 29 °C para estas regiones estaría fuera del "nicho de temperatura humana" -un rango sugerido para el clima biológicamente adecuado para los humanos basado en datos históricos de temperaturas medias anuales (MAT), y las regiones más afectadas tienen poca capacidad de adaptación a partir de 2020. La Oficina Nacional de Meteorológía del Reino Unido llegó a conclusiones similares, informando que "el número de personas en regiones de todo el mundo afectadas por estrés por calor extremo -una combinación potencialmente mortal de calor y humedad- podría aumentar" "de 68 millones en la actualidad a alrededor de mil millones" si el aumento de la temperatura mundial alcanza los 2 °C, aunque no está claro si se logra ese límite o el objetivo de 1,5 °C del Acuerdo de París.

### Efectos del calor en la salud de las personas vulnerables

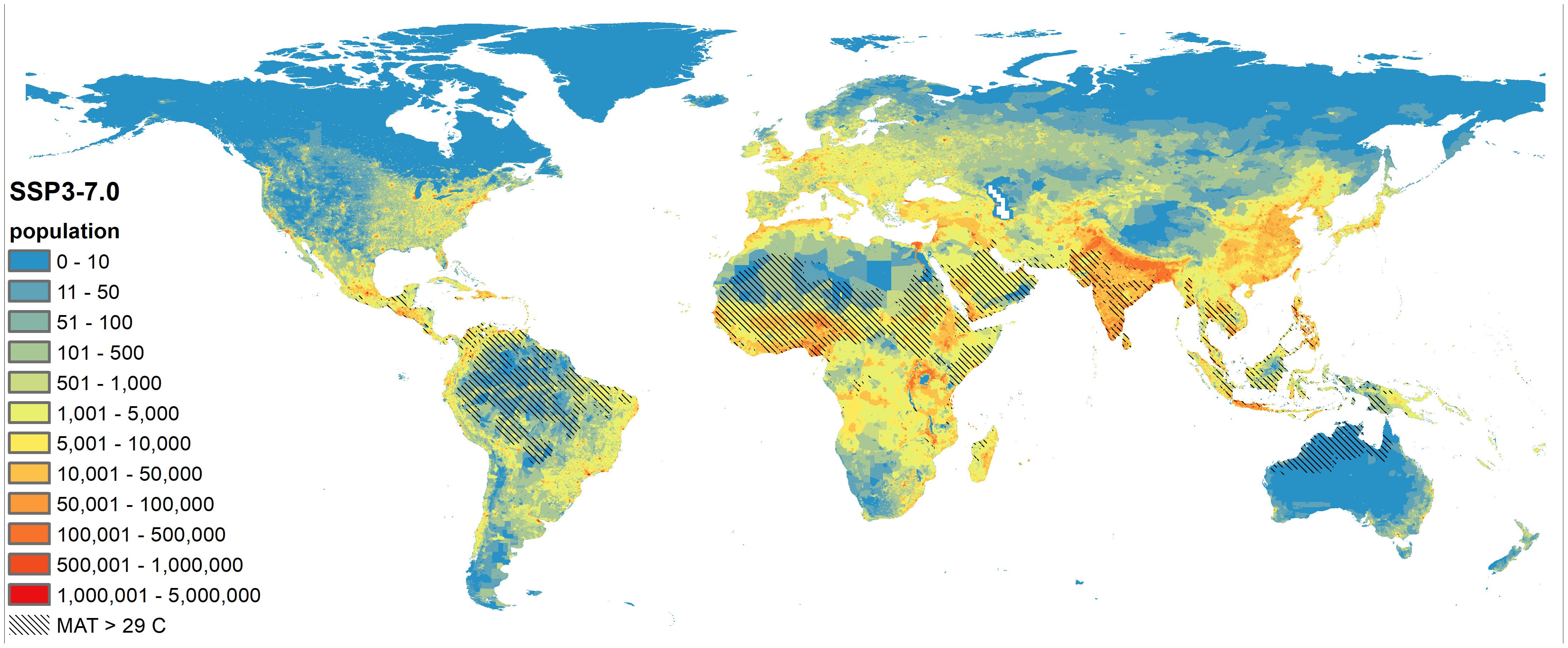
Superposición entre la distribución futura de la población y el calor extremo

Las personas vulnerables con respecto a las enfermedades causadas por el calor incluyen personas de bajos ingresos, grupos minoritarios, mujeres (en particular mujeres embarazadas), niños, adultos mayores (mayores de 65 años), personas con enfermedades crónicas, discapacidades y comorbilidades. : 13 Otras personas en riesgo incluyen aquellas en entornos urbanos (debido al efecto isla de calor urbano), trabajadores al aire libre y personas que toman ciertos medicamentos recetados. La exposición al calor extremo plantea un grave peligro para la salud de muchas de las personas consideradas vulnerables.
El cambio climático aumenta la frecuencia y gravedad de las olas de calor y, por tanto, el estrés térmico para las personas. Las respuestas humanas al estrés por calor pueden incluir insolación e hipertermia. El calor extremo también está relacionado con la mala calidad del sueño, la lesión renal aguda y las complicaciones del embarazo. Además, puede provocar el deterioro de enfermedades cardiovasculares y respiratorias preexistentes.  : 1624 Los resultados adversos del embarazo debido a las altas temperaturas ambientales incluyen, por ejemplo, bajo peso al nacer y parto prematuro. Las olas de calor también han provocado epidemias de enfermedad renal crónica (ERC). La exposición prolongada al calor, el esfuerzo físico y la deshidratación son factores suficientes para el desarrollo de la ERC.
El cuerpo humano requiere enfriamiento por evaporación para evitar el sobrecalentamiento, incluso con un nivel de actividad bajo. Si el calor y la humedad ambiental son excesivos durante las olas de calor, el enfriamiento por evaporación adecuado podría verse comprometido.
Una temperatura de bulbo húmedo demasiado alta significa que el cuerpo humano ya no podría enfriar la piel adecuadamente. Una temperatura de bulbo húmedo de 35 El °C se considera el límite para los seres humanos (llamado "umbral fisiológico de adaptabilidad humana" al calor y la humedad). : 1498 En 2020, solo dos estaciones meteorológicas habían registrado 35 °C, y sólo muy brevemente, pero se espera que la frecuencia y duración de estos eventos aumenten con el cambio climático en curso.  Un calentamiento global superior a 1,5 grados corre el riesgo de hacer inhabitables partes de los trópicos porque se puede superar el umbral de temperatura de bulbo húmedo.
Estudios posteriores encontraron que incluso una temperatura de bulbo húmedo de 31 grados es peligrosa, incluso para personas jóvenes y sanas. Este umbral no es uniforme para todos y depende de muchos factores, incluidos factores ambientales, actividad y edad. Si la temperatura global aumenta 3 grados (el escenario más probable si las cosas no cambian), las temperaturas excederán este límite en grandes áreas de Pakistán, India, China, África subsahariana, Estados Unidos, Australia y América del Sur.
Las personas con problemas de salud cognitiva (por ejemplo, depresión, demencia, enfermedad de Parkinson) corren mayor riesgo cuando se enfrentan a altas temperaturas y deben tener mucho cuidado, ya que se ha demostrado que el rendimiento cognitivo se ve afectado de manera diferente por el calor. Las personas con diabetes y aquellas que tienen sobrepeso, falta de sueño o afecciones cardiovasculares/cerebrovasculares deben evitar demasiada exposición al calor.
Se ha estimado que el riesgo de morir por enfermedad pulmonar crónica durante una ola de calor es entre un 1,8% y un 8,2% mayor en comparación con las temperaturas medias del verano. Se ha estimado un aumento del 8% en la tasa de hospitalización de personas con enfermedad pulmonar obstructiva crónica por cada 1 Aumento de las temperaturas superiores a 29 °C.

#### En zonas urbanas

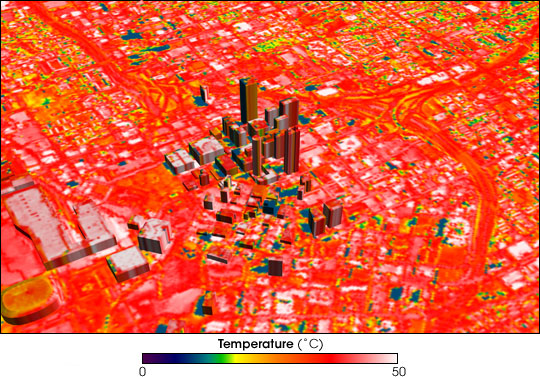
El aumento de las olas de calor es un efecto del cambio climático que afecta la salud humana: Ilustración de la exposición al calor urbano a través de un mapa de distribución de temperatura: el rojo muestra áreas cálidas, el blanco muestra áreas calientes.

Los efectos de las olas de calor tienden a ser más pronunciados en las zonas urbanas porque suelen ser más cálidas que las zonas rurales circundantes debido al efecto de isla de calor urbana. : 2926 Esto se debe a la forma en que se construyen muchas ciudades. Por ejemplo, a menudo tienen extensas áreas de asfalto, poca vegetación junto con muchos edificios grandes que retienen el calor y bloquean físicamente la brisa refrescante y la ventilación. La falta de elementos acuáticos es otra causa. : 2926 
La exposición al calor extremo en ciudades con una temperatura global de bulbo húmedo superior a los 30 °C se triplicó entre 1983 y 2016. Aumentó aproximadamente un 50% si no se tiene en cuenta el crecimiento demográfico de estas ciudades.
Las ciudades suelen estar en la primera línea del cambio climático debido a su población densamente concentrada, el efecto de isla de calor urbano, su frecuente proximidad a costas y vías fluviales y su dependencia de redes de infraestructura física obsoletas. 

### Mortalidad relacionada con el calor
Los expertos en salud advierten que "la exposición al calor extremo aumenta el riesgo de muerte por afecciones cardiovasculares, cerebrovasculares y respiratorias y la mortalidad por todas las causas. Las muertes relacionadas con el calor en personas mayores de 65 años alcanzaron un récord de aproximadamente 345.000 muertes en 2019 ". : 9 Más de 70.000 europeos murieron como resultado de la ola de calor europea de 2003. También más de 2.000 personas murieron en Karachi, Pakistán, en junio de 2015 debido a una grave ola de calor con temperaturas de hasta 49 °C.
Debido al cambio climático, las temperaturas aumentaron en Europa y la mortalidad por calor aumentó. Solo entre 2003-12 y 2013-22, aumentó en 17 muertes por cada 100.000 personas, mientras que las mujeres son más vulnerables que los hombres.
Aumentar el acceso a la refrigeración interior (aire acondicionado) ayudará a prevenir la mortalidad relacionada con el calor, pero la tecnología actual de aire acondicionado es generalmente insostenible ya que contribuye a las emisiones de gases de efecto invernadero, la contaminación del aire, los picos de demanda de electricidad y las islas de calor urbanas. : 17 
La mortalidad debida a las olas de calor podría reducirse si los edificios estuvieran mejor diseñados para modificar el clima interno, o si los ocupantes estuvieran mejor educados sobre los problemas, para que pudieran tomar medidas a tiempo. Los sistemas de alerta temprana y respuesta a las olas de calor son elementos importantes de los planes de acción contra el calor.

### Capacidad laboral reducida
La exposición al calor puede afectar la capacidad de las personas para trabajar. : 8 El informe anual Countdown Report de The Lancet investigó el cambio en la capacidad laboral como indicador. Encontró que durante 2021, las altas temperaturas redujeron las horas de trabajo potenciales a nivel mundial en 470 mil millones, un aumento del 37% en comparación con la pérdida anual promedio que se produjo durante la década de 1990. La exposición ocupacional al calor afecta especialmente a los trabajadores del sector agrícola de los países en desarrollo. En esos países, la gran mayoría de estas pérdidas de horas de trabajo (87%) se produjeron en el sector agrícola.  : 1625 
Trabajar en condiciones de calor extremo puede provocar una disminución de la productividad de la fuerza laboral, así como de la participación, porque la salud de los empleados puede ser más débil debido a problemas de salud relacionados con el calor, como deshidratación, fatiga, mareos y confusión. : 1073–1074 

### Deportes y ejercicio al aire libre.
En cuanto a las actividades deportivas, se ha observado que "el clima cálido reduce la probabilidad de realizar ejercicio". : 1625 Además, practicar deportes durante un calor excesivo puede provocar lesiones o incluso la muerte.  : 1073–1074 También está bien establecido que la actividad física regular es beneficiosa para la salud humana, incluida la salud mental. : 1625 Por lo tanto, un aumento de los días calurosos debido al cambio climático podría afectar indirectamente a la salud debido a que las personas hacen menos ejercicio.

## Riesgos para la salud derivados de otros fenómenos meteorológicos y climáticos

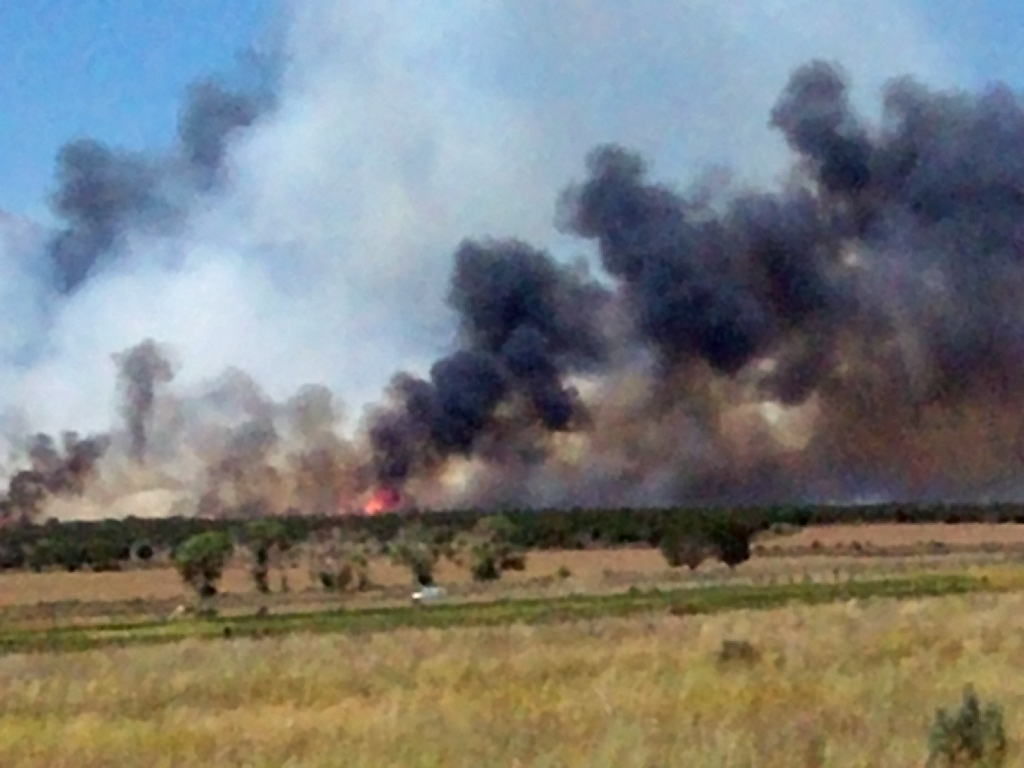
Contaminación del aire por un incendio de superficie en el desierto occidental de Utah. Los incendios forestales se vuelven más frecuentes e intensos debido al cambio climático.

El cambio climático está aumentando la periodicidad y la intensidad de algunos fenómenos meteorológicos extremos. La confianza en la atribución de las condiciones meteorológicas extremas al cambio climático antropogénico es mayor en los cambios en la frecuencia o magnitud de los fenómenos extremos de calor y frío, con cierta confianza en los aumentos de las precipitaciones intensas y de la intensidad de las sequías. 
Los fenómenos meteorológicos extremos, como inundaciones, huracanes, sequías e incendios forestales, pueden provocar lesiones, muertes y la propagación de enfermedades infecciosas. Por ejemplo, las epidemias locales pueden ocurrir debido a la pérdida de infraestructura, como hospitales y servicios sanitarios, pero también a cambios en la ecología y el medio ambiente locales.
Ejemplos incluyen:
- Sequías y efectos en la salud: El cambio climático afecta múltiples factores asociados a las sequías, como la cantidad de lluvia que cae y la rapidez con la que la lluvia se vuelve a evaporar. El calentamiento de la tierra aumenta la gravedad y la frecuencia de las sequías en gran parte del mundo.[56][57] : 1057 Muchas de las consecuencias de las sequías tienen efectos en la salud humana.
- Inundaciones y efectos sobre la salud: Debido al aumento de las precipitaciones intensas, se espera que las inundaciones se vuelvan más graves en el futuro.[57] : 1155 Sin embargo, las interacciones entre lluvias e inundaciones son complejas. En algunas regiones, se espera que las inundaciones sean menos frecuentes. Esto depende de varios factores, como los cambios en la lluvia y el deshielo, pero también la humedad del suelo.[57] : 1156 Las inundaciones tienen implicaciones negativas a corto y largo plazo para la salud y el bienestar de las personas. Las implicaciones a corto plazo incluyen mortalidades, lesiones y enfermedades, mientras que las implicaciones a largo plazo incluyen enfermedades no transmisibles y aspectos de salud psicosocial.[58] Por ejemplo, las inundaciones de Pakistán de 2022 (que probablemente fueron más graves debido al cambio climático[59][60]) afectaron la salud de las personas directa e indirectamente. Hubo brotes de enfermedades como malaria, dengue y otras enfermedades de la piel.[61][62]
- Los incendios forestales y sus efectos sobre la salud: el cambio climático aumenta el potencial y la actividad de los incendios forestales.[63] El cambio climático conduce a una temperatura del suelo más cálida y sus efectos incluyen fechas de deshielo más tempranas, vegetación más seca de lo esperado, mayor número de días potenciales de incendio, mayor ocurrencia de sequías de verano y una estación seca prolongada.[64] El humo de leña procedente de los incendios forestales produce partículas que tienen efectos perjudiciales para la salud humana.[65] Los efectos sobre la salud de la exposición al humo de los incendios forestales incluyen la exacerbación y el desarrollo de enfermedades respiratorias como el asma y el trastorno pulmonar obstructivo crónico; mayor riesgo de cáncer de pulmón, mesotelioma y tuberculosis; aumento de la hiperreactividad de las vías respiratorias; cambios en los niveles de mediadores inflamatorios y factores de coagulación; e infección del tracto respiratorio.[65]
- Las tormentas se vuelven más húmedas debido al cambio climático. Estos incluyen ciclones tropicales y ciclones extratropicales. Tanto las precipitaciones máximas como las medias aumentan. Esta lluvia más extrema también se aplica a las tormentas eléctricas en algunas regiones.[66] Además, los ciclones tropicales y las trayectorias de tormentas se están desplazando hacia los polos. Esto significa que algunas regiones verán grandes cambios en las velocidades máximas del viento.[66][67] Los científicos esperan que haya menos ciclones tropicales. Pero esperan que su fuerza aumente.[67]

## Riesgos para la salud derivados de enfermedades infecciosas sensibles al clima

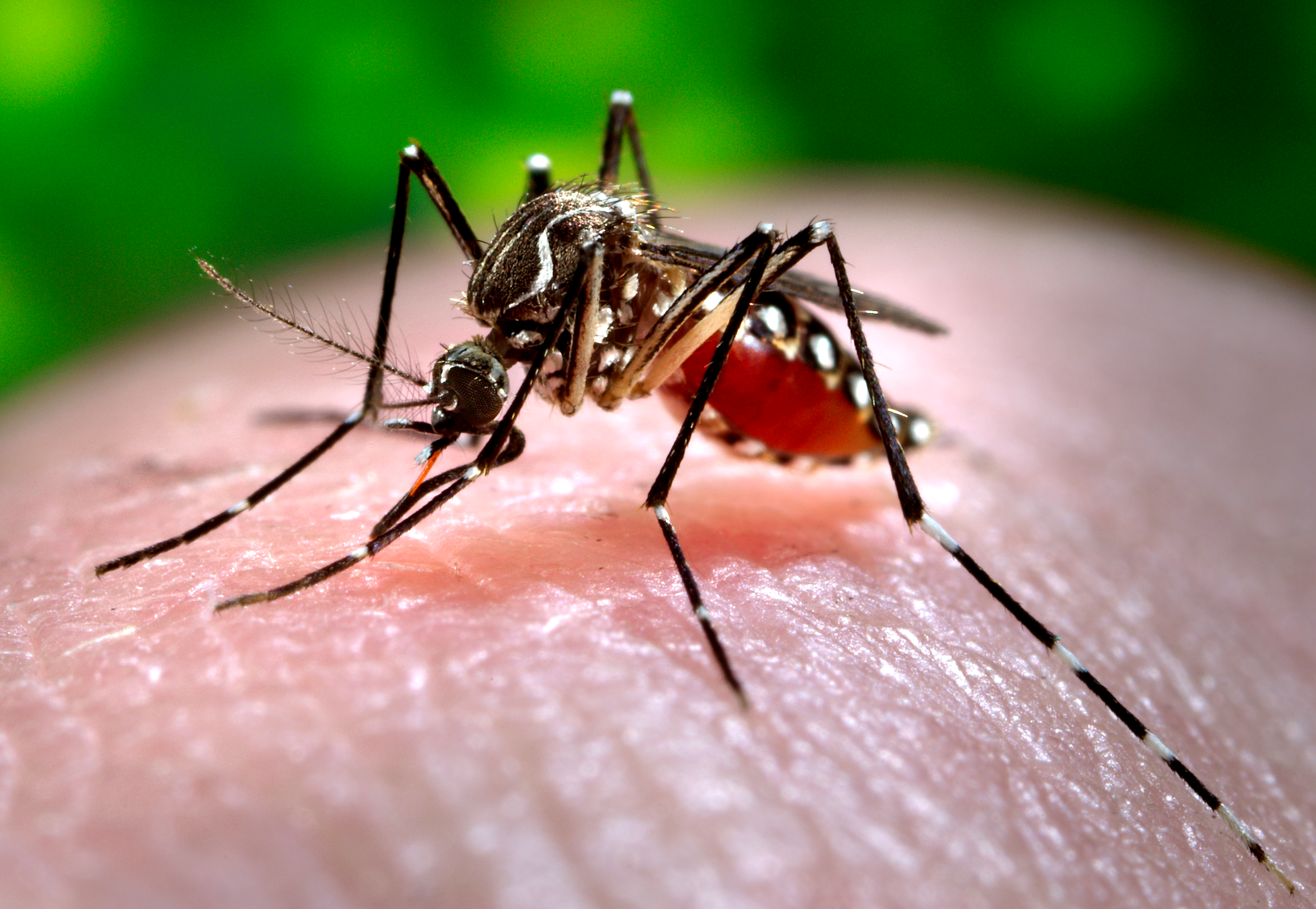
El cambio climático está alterando el rango geográfico y la estacionalidad de algunos insectos que pueden transmitir enfermedades, por ejemplo el Aedes aegypti, el mosquito vector de la transmisión del dengue.

El cambio climático global ha aumentado la aparición de algunas enfermedades infecciosas, las cuales incluyen, por ejemplo, enfermedades transmitidas por vectores como el dengue, la malaria, las enfermedades transmitidas por garrapatas, la leishmaniasis, la fiebre del zika, el chikunguña y el ébola. Un mecanismo que contribuye al aumento de la transmisión de enfermedades es que el cambio climático está alterando el rango geográfico y la estacionalidad de los insectos (o vectores de enfermedades) que pueden transmitirlas. Los científicos hicieron una observación clara en 2022: "la aparición de enfermedades transmitidas por los alimentos y el agua relacionadas con el clima ha aumentado (nivel de confianza muy alto)". : 11 
Las enfermedades infecciosas sensibles al clima se pueden agrupar en: enfermedades transmitidas por vectores (transmitidas por mosquitos, garrapatas, etc.), enfermedades transmitidas por el agua (transmitidas por virus o bacterias a través del agua) y enfermedades transmitidas por alimentos. : 1107 El cambio climático está afectando la distribución de estas enfermedades debido a la expansión geográfica y la estacionalidad de las mismas y sus vectores. : 9 Al igual que otras formas en que el cambio climático afecta la salud humana, el cambio climático exacerba las desigualdades y los desafíos existentes en el manejo de las enfermedades infecciosas.
Las enfermedades transmitidas por mosquitos que son sensibles al clima incluyen la malaria, la filariasis linfática, la fiebre del valle del Rift, la fiebre amarilla, el dengue, el virus del Zika y el chikunguña. Los científicos descubrieron en 2022 que el aumento de las temperaturas está aumentando las áreas donde el dengue, la malaria y otras enfermedades transmitidas por mosquitos pueden propagarse. : 1062 Las temperaturas más cálidas también están avanzando hacia elevaciones más altas, lo que permite a los mosquitos sobrevivir en lugares que antes les eran inhóspitos. : 1045 Esto corre el riesgo de que la malaria regrese a áreas donde anteriormente fue erradicada.
Las garrapatas están cambiando su área de distribución geográfica debido al aumento de las temperaturas, y esto pone en riesgo a nuevas poblaciones. Las garrapatas pueden transmitir la enfermedad de Lyme y la encefalitis transmitida por garrapatas. Se espera que el cambio climático aumente la incidencia de estas enfermedades en el hemisferio norte. : 1094 Por ejemplo, una revisión de la literatura encontró que "en los EE.UU., un calentamiento de 2°C podría aumentar el número de casos de enfermedad de Lyme en más de un 20% en las próximas décadas y provocar un inicio más temprano y una mayor duración de la enfermedad de Lyme anual". : 1094 
Las enfermedades transmitidas por el agua son causadas por un patógeno transmitido a través del agua. Los síntomas de las enfermedades transmitidas por el agua suelen incluir diarrea, fiebre y otros síntomas similares a los de la gripe, trastornos neurológicos y daño hepático. Los cambios en el clima tienen un gran efecto en la distribución de especies microbianas. Estas comunidades son muy complejas y pueden ser extremadamente sensibles a los estímulos climáticos externos. Hay una variedad de enfermedades y parásitos transmitidos por el agua que plantearán mayores riesgos para la salud en el futuro. Esto variará según la región. Por ejemplo, en África Cryptosporidium spp. y Giardia lamblia (parásitos protozoarios) aumentarán. Esto se debe al aumento de las temperaturas y la sequía. : 1095 
Los científicos también esperan que los brotes de enfermedades causadas por vibrio (en particular la bacteria que causa el cólera, llamada vibrio cholerae) estén aumentando en frecuencia e intensidad. : 1107 Una razón es que el área de costa con condiciones adecuadas para la bacteria vibrio ha aumentado debido a los cambios en la temperatura y la salinidad de la superficie del mar causados por el cambio climático. : 12 Estos patógenos pueden causar gastroenteritis, cólera, infecciones de heridas y sepsis. La creciente ocurrencia de días con temperaturas más altas, fuertes precipitaciones e inundaciones debido al cambio climático podrían conducir a un aumento de los riesgos de cólera. : 1045 

## Riesgos para la salud por cambios en la calidad del aire

### Calidad del aire interior
Se sabe que la calidad del aire interior afecta la salud, la comodidad y el bienestar de los ocupantes de los edificios. También se ha relacionado con el síndrome del edificio enfermo, problemas respiratorios, productividad reducida y problemas de aprendizaje en las escuelas. La calidad del aire interior está indisolublemente ligada a la calidad del aire exterior. El cambio climático puede afectar la calidad del aire interior al aumentar el nivel de contaminantes del aire exterior como el ozono y las partículas en suspensión. Existen numerosas predicciones sobre cómo cambiarán en el futuro los contaminantes del aire interior. Los modelos han intentado predecir cómo afectarán los escenarios previstos a la calidad del aire interior y a los parámetros de confort interior, como la humedad y la temperatura.
El desafío de las emisiones cero requiere cambios significativos en el desempeño de los edificios nuevos y modernizados. Las viviendas con mayor eficiencia energética (sin buenos sistemas de ventilación) pueden atrapar contaminantes en su interior, ya sea que se produzcan en el interior o en el exterior, y provocar un aumento de la exposición humana.

### Consecuencias para la salud relacionadas con el ozono

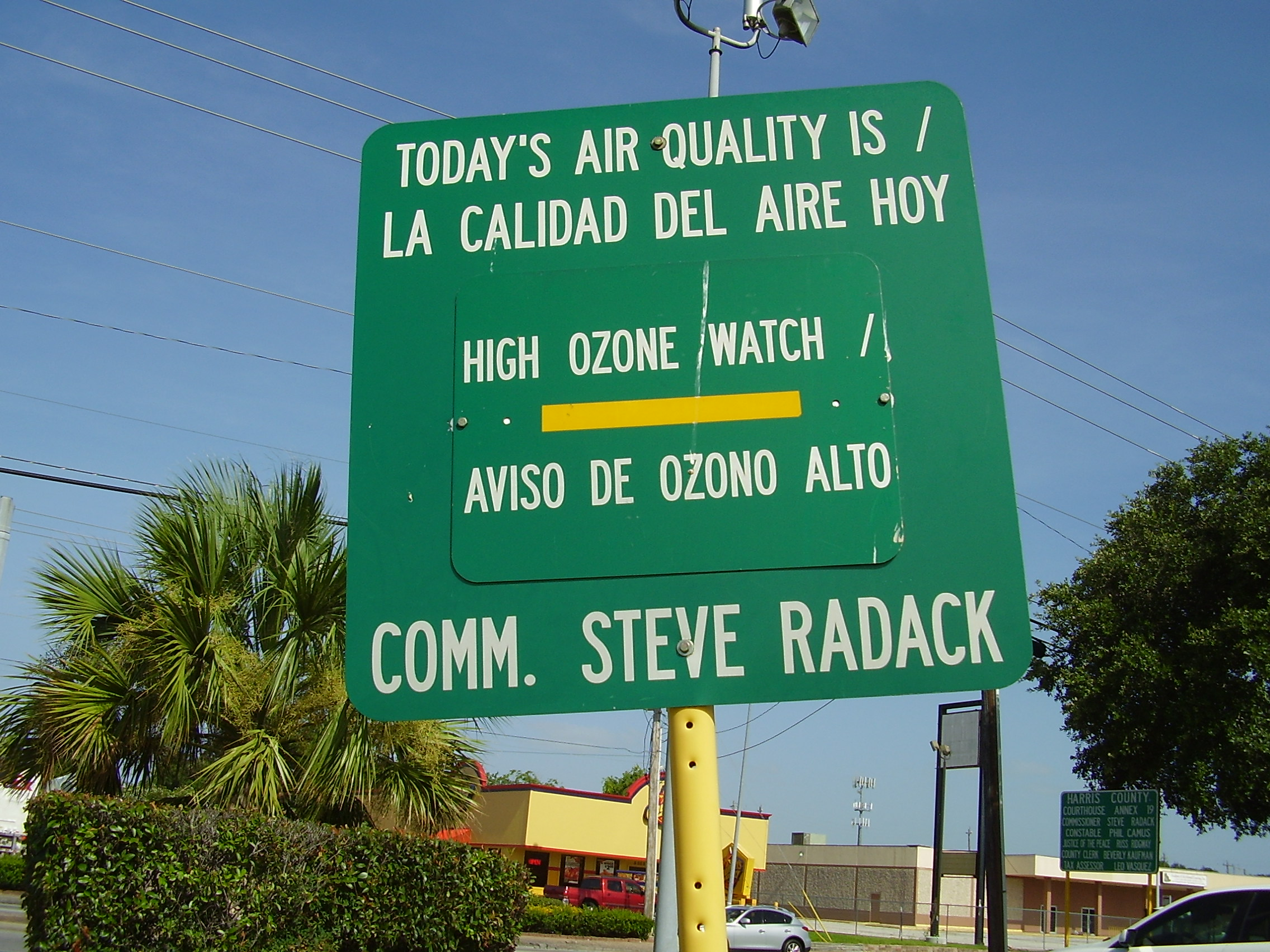
Letrero en Gulfton, Houston, que indica una alerta de ozono

La relación entre el ozono superficial (también llamado ozono a nivel del suelo) y la temperatura ambiente es compleja. Los cambios en la temperatura del aire y el contenido de agua afectan la química del aire y la velocidad de las reacciones químicas que crean y eliminan el ozono. Muchas velocidades de reacciones químicas aumentan con la temperatura y conducen a una mayor producción de ozono. Las proyecciones sobre el cambio climático muestran que el aumento de las temperaturas y el vapor de agua en la atmósfera probablemente aumentarán el ozono superficial en áreas contaminadas como el este de Estados Unidos.
Por otro lado, las concentraciones de ozono podrían disminuir en un clima más cálido si las emisiones antropogénicas de los precursores del ozono (por ejemplo, óxidos de nitrógeno) continúan disminuyendo mediante la implementación de políticas y prácticas.  Por lo tanto, las concentraciones futuras de ozono en la superficie dependen de las medidas adoptadas para mitigar el cambio climático (más o menos emisiones de metano), así como de las medidas adoptadas para controlar la contaminación del aire. : 884 
Las altas concentraciones de ozono en la superficie a menudo ocurren durante las olas de calor en los Estados Unidos.  En gran parte del este de Estados Unidos, las concentraciones de ozono durante las olas de calor son al menos un 20% más altas que el promedio del verano. En términos generales, los niveles de ozono en la superficie son más altos en las ciudades con altos niveles de contaminación del aire. : 876 La contaminación por ozono en las zonas urbanas afecta a poblaciones más densas y se ve agravada por una gran cantidad de vehículos, que emiten contaminantes NO2 y compuestos orgánicos volátiles, los principales contribuyentes a los niveles problemáticos de ozono.
Existe muchas evidencias que demuestran que el ozono superficial puede dañar la función pulmonar e irritar el sistema respiratorio. La exposición al ozono (y a los contaminantes que lo producen) está relacionada con muerte prematura, asma, bronquitis, ataques cardíacos y otros problemas cardiopulmonares. Las altas concentraciones de ozono irritan los pulmones y, por tanto, afectan la función respiratoria, especialmente entre las personas con asma. Las personas que corren mayor riesgo al respirar la contaminación del aire con ozono son aquellas con problemas respiratorios, niños, adultos mayores y aquellos que normalmente pasan largos períodos de tiempo al aire libre, como los trabajadores de la construcción.

## Otros riesgos para la salud

### Riesgos para la salud derivados de la inseguridad alimentaria e hídrica
El cambio climático afecta muchos aspectos de la seguridad alimentaria a través de "vías múltiples e interconectadas".  : 1619 Muchos de ellos están relacionados con los efectos del cambio climático en la agricultura, por ejemplo, cosechas fallidas debido a fenómenos meteorológicos más extremos. Esto se suma a otras crisis coexistentes que reducen la seguridad alimentaria en muchas regiones. Menos seguridad alimentaria significa más desnutrición con todos los problemas de salud asociados. La inseguridad alimentaria está aumentando a nivel mundial (algunas de las causas subyacentes están relacionadas con el cambio climático, otras no) y entre 720 y 811 millones de personas sufrieron hambre en 2020. : 1629 
Es difícil estimar el número de muertes resultantes de los cambios en la disponibilidad de alimentos inducidos por el cambio climático. El Sexto Informe de Evaluación del IPCC de 2022 no cuantifica esta cifra en su capítulo sobre seguridad alimentaria. Un estudio de modelado de 2016 encontró "un aumento neto asociado al cambio climático de 529.000 muertes de adultos en todo el mundo [...] debido a las reducciones esperadas en la disponibilidad de alimentos (particularmente frutas y verduras) para 2050, en comparación con un escenario de referencia sin cambio climático".
Un hallazgo importante de 2021 sobre la seguridad alimentaria marina afirmó que: "En 2018-20, casi el 70% de los países mostraron aumentos en la temperatura promedio de la superficie del mar en sus aguas territoriales en comparación con el período 2003-05, lo que refleja una amenaza creciente a su productividad y seguridad alimentaria marina". : 14 

### Riesgos para la salud mental

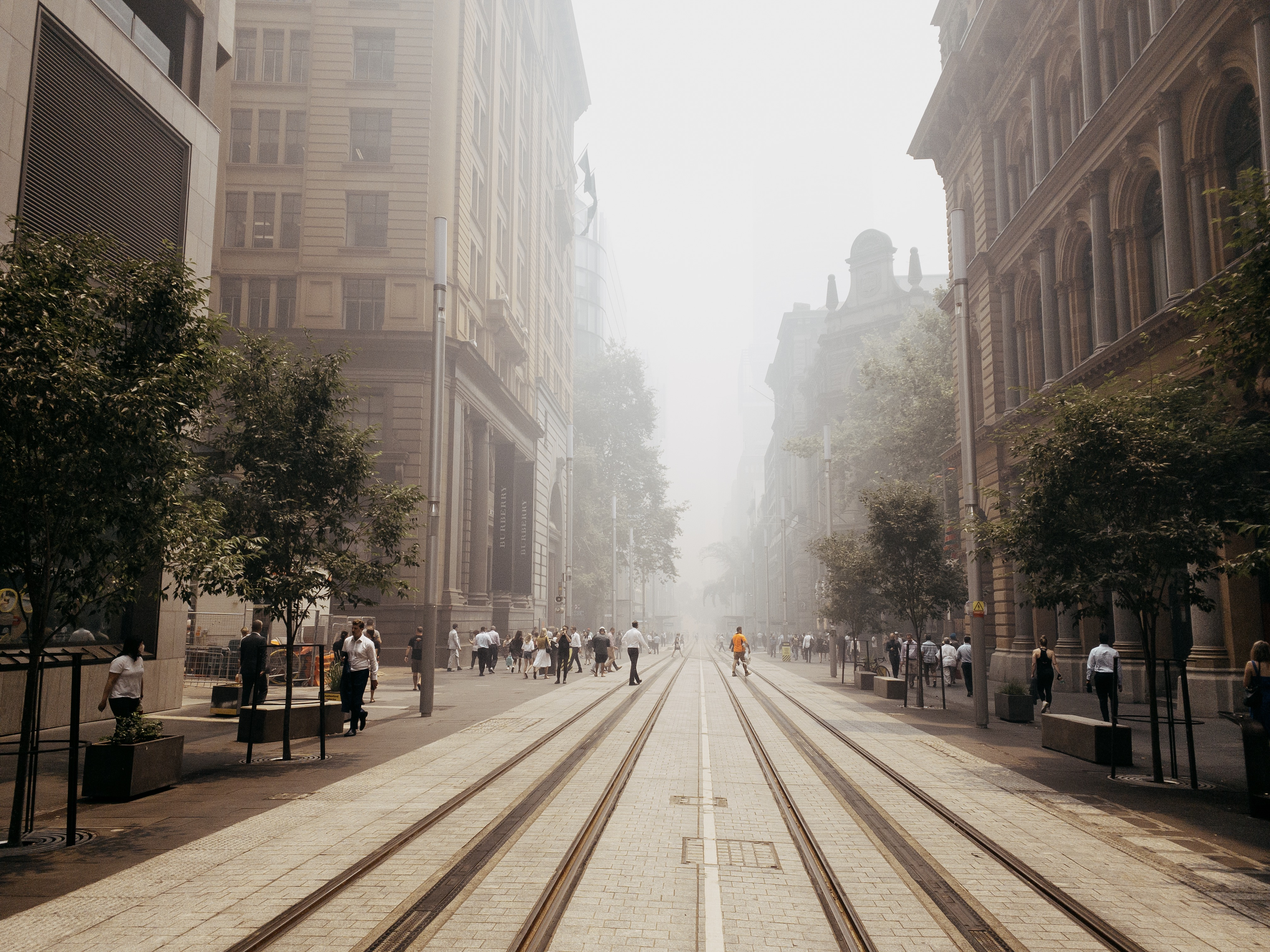
El humo en Sídney (Australia) procedente de los grandes incendios forestales de 2019 afectó de forma directa a la salud mental de algunas personas. La probabilidad de incendios forestales aumenta con el cambio climático.

Los efectos del cambio climático en la salud mental y el bienestar se están documentando a medida que sus consecuencias se vuelven más tangibles e impactantes. Este es especialmente el caso de las poblaciones vulnerables y de aquellas con enfermedades mentales graves preexistentes. Hay tres vías generales por las que estos efectos pueden tener lugar: directa, indirectamente o a través de la conciencia. La vía directa incluye condiciones relacionadas con el estrés causadas por la exposición a fenómenos meteorológicos extremos. Estos incluyen el trastorno de estrés postraumático (TEPT). Los estudios científicos han relacionado la salud mental con varias exposiciones relacionadas con el clima. Estos incluyen calor, humedad, lluvias, sequías, incendios forestales e inundaciones.  La vía indirecta puede ser la perturbación de las actividades económicas y sociales. Un ejemplo es cuando una superficie de tierra agrícola tiene menos capacidad para producir alimentos.  La tercera vía puede ser la mera toma de conciencia de la amenaza del cambio climático, incluso por parte de personas que de otro modo no se ven afectadas por ella. Esto se manifiesta especialmente en forma de ansiedad por la calidad de vida de las generaciones futuras.
Un aspecto adicional a considerar es el impacto perjudicial que el cambio climático puede tener en los espacios naturales verdes o azules, que se ha demostrado que tienen un impacto beneficioso en la salud mental. Los impactos del cambio climático antropogénico, como la contaminación del agua dulce o la deforestación, degradan estos paisajes y reducen el acceso público a ellos. Incluso cuando los espacios verdes y azules están intactos, su accesibilidad no es igual en toda la sociedad, lo cual es una cuestión de justicia ambiental y desigualdad económica.
Los resultados de salud mental se han medido mediante varios indicadores diferentes. Estos incluyen ingresos a hospitales psiquiátricos, mortalidad, autolesiones y tasas de suicidio. Son especialmente vulnerables las personas con enfermedades mentales preexistentes, los pueblos indígenas, los migrantes y refugiados, y los niños y adolescentes. Las respuestas emocionales a la amenaza del cambio climático pueden incluir ecoansiedad, dolor ecológico y ecoira. Estas emociones pueden ser respuestas racionales a la degradación del mundo natural y pueden conducir a acciones adaptativas.
Es difícil evaluar los efectos exactos del cambio climático en la salud mental; Los aumentos en los extremos de calor plantean riesgos para la salud mental que pueden manifestarse en un aumento de las admisiones hospitalarias relacionadas con la salud mental y de tendencias suicidas. : 9 

### Alergias al polen

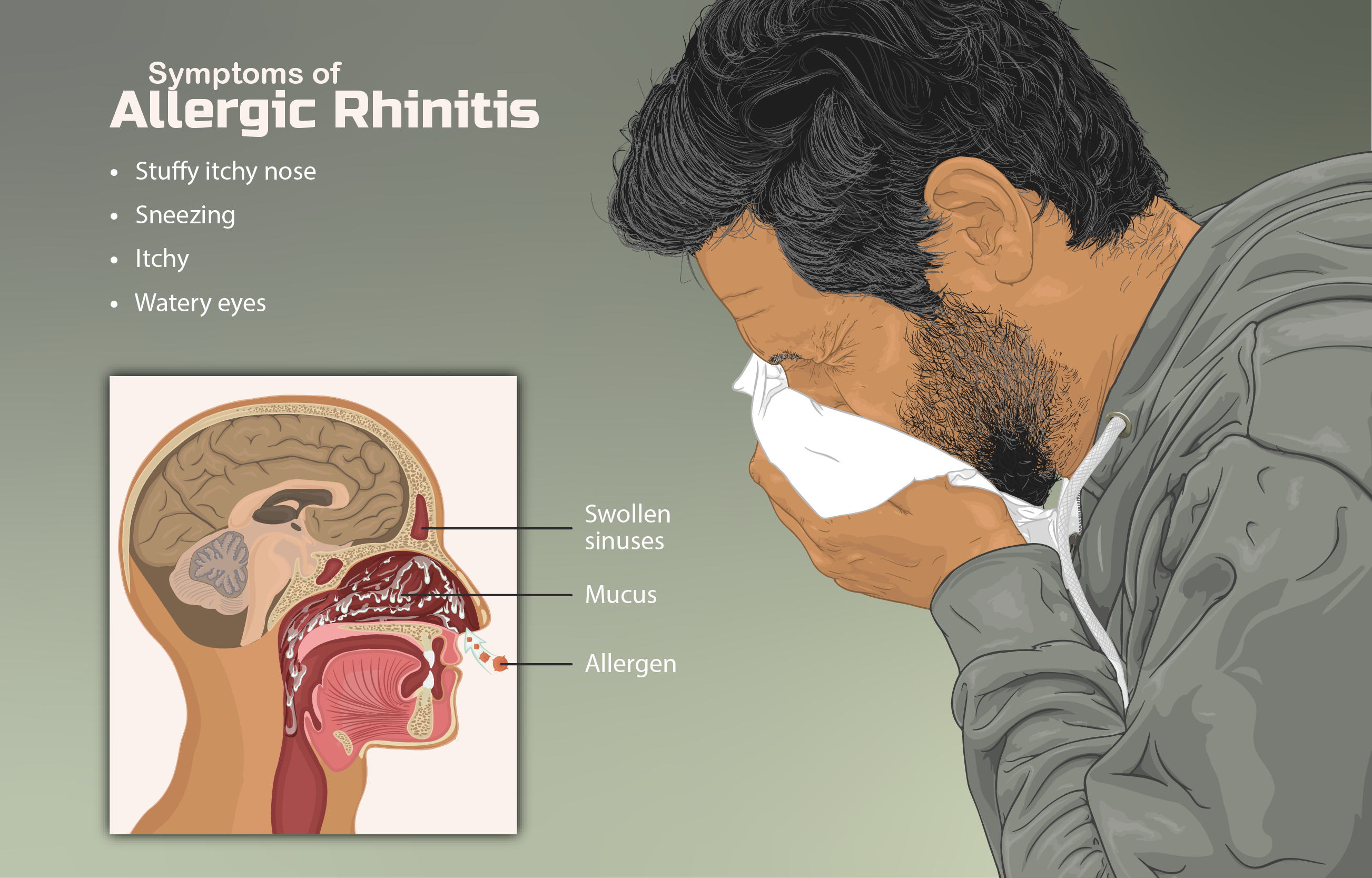
Representación de una persona que sufre rinitis alérgica.

Un clima más cálido puede provocar aumentos en la duración y las concentraciones de la temporada de polen en algunas regiones del mundo. Por ejemplo, en las regiones de latitudes medias del norte, la temporada de polen de primavera comienza ahora antes.  : 1049 Esto puede afectar a personas con alergias al polen (fiebre del heno). El aumento del polen también se debe al aumento de las concentraciones de CO 2 en la atmósfera y los consiguientes efectos de fertilización del dióxido de carbono. : 1096 

### Valor nutricional reducido de los cultivos
Los cambios en el dióxido de carbono atmosférico pueden reducir la calidad nutricional de algunos cultivos; por ejemplo, el trigo tiene menos proteínas y algunos minerales menos. : 439  La calidad nutricional de las plantas vía de 3 carbonos (por ejemplo, trigo, avena, arroz) está especialmente en riesgo: se esperan niveles más bajos de proteínas y minerales (por ejemplo, zinc y hierro). : 1379 Los cultivos alimentarios podrían ver una reducción del contenido de proteínas, hierro y zinc del 3 al 17%. Este es el resultado proyectado de los alimentos cultivados bajo los niveles atmosféricos de dióxido de carbono esperados para 2050. Utilizando datos de la Organización de las Naciones Unidas para la Agricultura y la Alimentación, así como otras fuentes públicas, los autores analizaron 225 alimentos básicos diferentes, como trigo, arroz, maíz, verduras, raíces y frutas.
El efecto del aumento de los niveles de dióxido de carbono atmosférico sobre la calidad nutricional de las plantas no se limita únicamente a las categorías de cultivos y nutrientes antes mencionados. Un metaanálisis de 2014 ha demostrado que los cultivos y las plantas silvestres expuestos a niveles elevados de dióxido de carbono en varias latitudes tienen una menor densidad de varios minerales como magnesio, hierro, zinc y potasio.
Los estudios que utilizan el enriquecimiento de concentración en aire libre también han demostrado que los aumentos de CO2 conducen a una disminución de las concentraciones de micronutrientes en plantas cultivadas y no cultivadas, con consecuencias negativas para la nutrición humana, incluida una disminución de las vitaminas B en el arroz. Esto puede tener efectos en cadena en otras partes de los ecosistemas, ya que los herbívoros necesitarán comer más alimentos para obtener la misma cantidad de proteínas.
La evidencia empírica muestra que niveles crecientes de CO2  dan como resultado concentraciones más bajas de muchos minerales en los tejidos vegetales. Duplicar los niveles de CO2  da como resultado una disminución del 8%, en promedio, en la concentración de minerales. La disminución de magnesio, calcio, potasio, hierro, zinc y otros minerales en los cultivos puede empeorar la calidad de la nutrición humana. Los investigadores informan que los niveles de CO2  esperados en la segunda mitad del siglo XXI probablemente reducirán los niveles de zinc, hierro y proteínas en el trigo, el arroz, los guisantes y la soja. Unos dos mil millones de personas viven en países donde los ciudadanos reciben más del 60 por ciento de su zinc o hierro de este tipo de cultivos. Las deficiencias de estos nutrientes ya causan una pérdida estimada de 63 millones de años de vida al año.
Además de una disminución de minerales, la evidencia muestra que las plantas contienen un 6% más de carbono, un 15% menos de nitrógeno, 9% menos de fósforo y un 9% menos de azufre en condiciones de doble CO2. El aumento de carbono se atribuye principalmente a los carbohidratos que no desempeñan un papel estructural en las plantas: el almidón y los azúcares simples, que son digeribles por el hombre y aportan calorías. La disminución de nitrógeno se traduce directamente en una disminución del contenido de proteínas. Como resultado, un mayor CO2  no sólo reduce los micronutrientes de una planta, sino también la calidad de su combinación de macronutrientes.

### Floración de algas nocivas en océanos y lagos

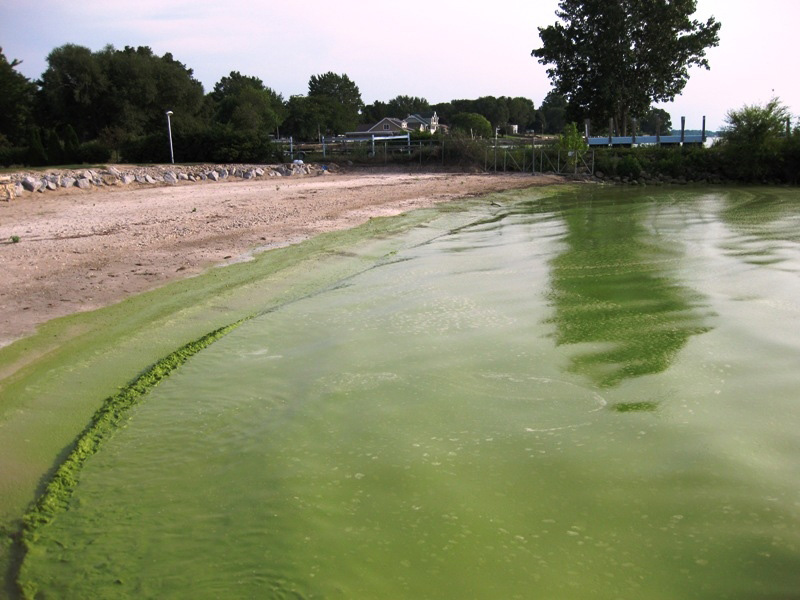
Las cianobacterias (algas verdiazules) florecen en el lago Erie (Estados Unidos) en 2009. Este tipo de algas pueden provocar floraciones de algas nocivas.

El calentamiento de los océanos y lagos está provocando una proliferación de algas nocivas más frecuente. Además, durante las sequías, las aguas superficiales son aún más susceptibles a la proliferación de algas y microorganismos dañinos. La proliferación de algas aumenta la turbidez del agua, sofocando las plantas acuáticas y puede agotar el oxígeno, matando a los peces. Algunos tipos de algas verdiazules (cianobacterias) crean neurotoxinas, hepatoxinas, citotoxinas o endotoxinas que pueden provocar enfermedades neurológicas, hepáticas y digestivas graves y, en ocasiones, mortales en los seres humanos. Las cianobacterias crecen mejor en temperaturas más cálidas (especialmente por encima de los 25 grados Celsius), por lo que las áreas del mundo que están experimentando un calentamiento general como resultado del cambio climático también están experimentando floraciones de algas nocivas con mayor frecuencia y durante períodos de tiempo más largos.
Una de estas algas productoras de toxinas es pseudo-nitzschia fraudulenta. Esta especie produce una sustancia llamada ácido domoico que es responsable del envenenamiento amnésico por mariscos. Se ha demostrado que la toxicidad de esta especie aumenta con mayores concentraciones de CO2 asociadas con la acidificación de los océanos. Algunas de las enfermedades más comunes reportadas por la proliferación de algas nocivas incluyen; Intoxicación por pescado con ciguatera, intoxicación por marisco paralizante, intoxicación por marisco con azaspiracida, intoxicación por marisco diarreica, intoxicación por marisco neurotóxica y la intoxicación amnésica por marisco antes mencionada.

## Beneficios potenciales para la salud
Es posible que un posible beneficio para la salud derivado del calentamiento global resulte de menos días fríos en invierno:  : 1099 Esto podría generar algunos beneficios para la salud mental. Sin embargo, la evidencia sobre esta correlación se consideraba inconsistente en 2022. : 1099 

### Beneficios de la mitigación y adaptación al cambio climático
Los beneficios potenciales para la salud (también llamados "cobeneficios") de las medidas de mitigación y adaptación al cambio climático son significativos y han sido descritos como "la mayor oportunidad de salud global" del siglo XXI. : 1861 Las medidas no sólo pueden mitigar los efectos futuros del cambio climático en la salud, sino también mejorar la salud directamente. La mitigación del cambio climático está interconectada con varios beneficios colaterales (como la reducción de la contaminación del aire y los beneficios para la salud asociados) y cómo se lleva a cabo (en términos, por ejemplo, de formulación de políticas) también podría determinar su efecto en los niveles de vida (si se reducen la desigualdad y la pobreza).
Hay muchos beneficios colaterales para la salud asociados con la acción climática. Estos incluyen los de aire más limpio, dietas más saludables (por ejemplo, menos carne roja), estilos de vida más activos y una mayor exposición a espacios urbanos verdes. : 26 El acceso a espacios verdes urbanos también proporciona beneficios para la salud mental. : 18 
En el sector del transporte, las estrategias de mitigación podrían permitir un acceso más equitativo a los servicios de transporte y reducir la congestión. : SPM-32 Andar en bicicleta reduce las emisiones de gases de efecto invernadero y al mismo tiempo reduce los efectos del estilo de vida sedentario Según PLoS Medicine : "la obesidad, la diabetes, las enfermedades cardíacas y el cáncer, que en parte están relacionadas con la inactividad física, pueden ser reducirse mediante un cambio hacia un transporte con bajas emisiones de carbono, incluidos caminar y andar en bicicleta".
Los escenarios futuros de vías sostenibles pueden resultar en una reducción anual de 1,18 millones de muertes relacionadas con la contaminación del aire, 5,86 millones de muertes relacionadas con la dieta y 1,15 millones de muertes debido a la inactividad física, en nueve países para 2040. Estos beneficios fueron atribuibles a la mitigación de las emisiones directas de gases de efecto invernadero y las acciones concomitantes que reducen la exposición a contaminantes nocivos, así como a una mejor dieta y una actividad física segura. A nivel mundial, el coste de limitar el calentamiento a 2 grados centígrados son inferiores al valor de los años adicionales de vida debidos a un aire más limpio, y en India y China mucho menos.
Los estudios sugieren que los esfuerzos por reducir el consumo de bienes y servicios tienen efectos en gran medida beneficiosos sobre 18 componentes del bienestar.
Abordar la desigualdad puede ayudar con los esfuerzos de mitigación del cambio climático. : 38 Situar la salud como un foco clave de las Contribuciones Determinadas a Nivel Nacional podría presentar una oportunidad para aumentar la ambición y lograr beneficios colaterales para la salud.

#### Reducción de la contaminación del aire
La contaminación del aire generada por la quema de combustibles fósiles es a la vez un importante impulsor del calentamiento global y la causa de un gran número de muertes anuales; algunas estimaciones llegan hasta a 8,7 millones de muertes adicionales durante 2018. Las políticas de mitigación del cambio climático pueden conducir a menores emisiones de contaminantes atmosféricos coemitidos, por ejemplo, abandonando la quema de combustibles fósiles. Gases como el carbono negro y el metano contribuyen tanto al calentamiento global como a la contaminación del aire. Su mitigación puede traer beneficios en términos de limitar el aumento de la temperatura global y mejorar la calidad del aire. Por lo tanto, la implementación de los compromisos climáticos asumidos en el período previo al Acuerdo de París podría tener importantes beneficios para la salud humana al mejorar la calidad del aire.
La sustitución de la energía basada en el carbón por energías renovables puede reducir el número de muertes prematuras causadas por la contaminación del aire y disminuir los costos de salud asociados con las enfermedades respiratorias relacionadas con el carbón. Este cambio a la energía renovable es crucial, ya que la contaminación del aire es responsable de más de 13 millones de muertes al año.

## Estimaciones globales

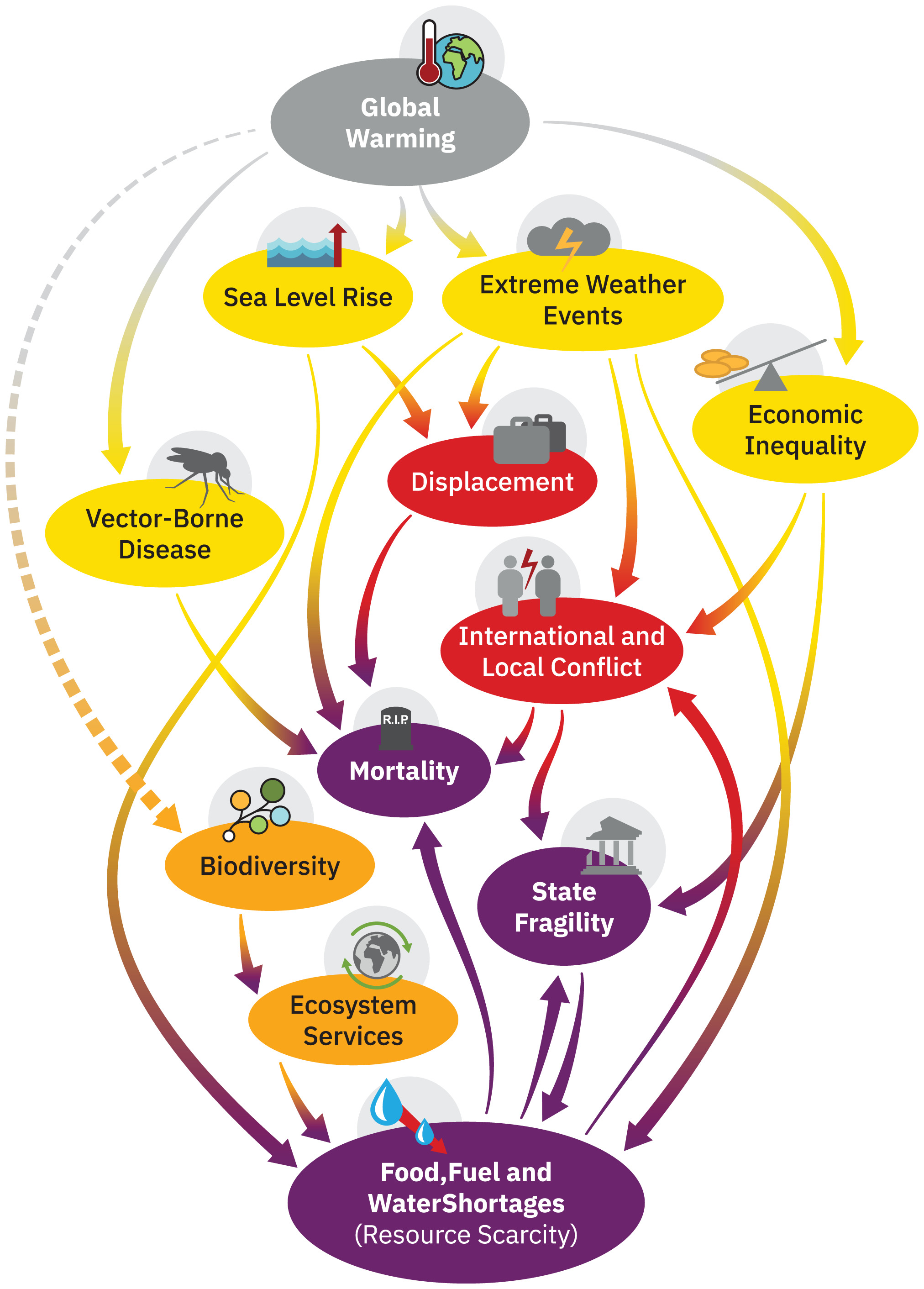
Diagrama de bucle causal conceptual simplificado del fracaso climático global en cascada, relacionado con el concepto de Una Salud

Estimar las muertes (mortalidad) o los años de vida ajustados por discapacidad (morbilidad) por los efectos del cambio climático a nivel global es muy difícil. Un estudio de 2014 de la Organización Mundial de la Salud estimó el efecto del cambio climático en la salud humana, pero no se incluyeron todos los efectos del cambio climático. Por ejemplo, se excluyeron los efectos de tormentas más frecuentes y extremas. El estudio evaluó las muertes por exposición al calor en personas mayores, el aumento de la diarrea, la malaria, el dengue, las inundaciones costeras y la desnutrición infantil. Los autores estimaron que se proyectaba que el cambio climático causaría 250.000 muertes adicionales por año entre 2030 y 2050, pero también afirmaron que "estas cifras no representan una predicción de los impactos generales del cambio climático en la salud, ya que no pudimos cuantificar varias causas causales importantes". caminos".
El cambio climático fue responsable del 3% de la diarrea, el 3% de la malaria y el 3,8% de las muertes por dengue en todo el mundo en 2004. La mortalidad total atribuible fue aproximadamente el 0,2% de las muertes en 2004; de ellas, el 85% fueron muertes infantiles. Se excluyeron de este estudio los efectos de tormentas más frecuentes y extremas.
Se espera que los efectos del cambio climático en la salud aumenten en consonancia con el actual calentamiento global proyectado para diferentes escenarios de cambio climático. Una revisión encontró que si el calentamiento alcanza o supera los 2 °C en este siglo, aproximadamente mil millones de muertes prematuras serían causadas por el calentamiento global antropogénico.

## Sociedad y cultura

### Vulnerabilidad
Un informe de 2021 publicado en The Lancet encontró que el cambio climático no afecta la salud de las personas de la misma manera. El mayor impacto tiende a recaer en los más vulnerables, como los pobres, las mujeres, los niños, los ancianos, las personas con problemas de salud preexistentes, otras minorías y los trabajadores al aire libre. : 13 

### Justicia climática y migrantes climáticos
Gran parte de la carga sanitaria asociada al cambio climático recae sobre las personas vulnerables (por ejemplo, los pueblos indígenas y las comunidades económicamente desfavorecidas). Como resultado, las personas de grupos sociodemográficos desfavorecidos experimentan riesgos desiguales. A menudo, estas personas habrán hecho una contribución desproporcionadamente baja al calentamiento global provocado por el hombre, lo que generará preocupaciones sobre la justicia climática.
El cambio climático tiene diversos efectos en las actividades migratorias y puede provocar disminuciones o aumentos en el número de personas que migran.  : 1079 Las actividades migratorias pueden tener efectos en la salud y el bienestar, en particular en la salud mental. La migración en el contexto del cambio climático se puede agrupar en cuatro tipos: migración adaptativa (ver también adaptación al cambio climático), migración involuntaria, reubicación organizada de poblaciones e inmovilidad (que ocurre cuando las personas no pueden o no quieren moverse a pesar de que se les recomienda). ). : 1079 
La contribución observada del cambio climático al riesgo de conflicto es pequeña en comparación con las causas culturales, socioeconómicas y políticas. Hay cierta evidencia de que la migración del campo a la ciudad dentro de los países empeora el riesgo de conflicto en regiones propensas a la violencia. Pero no hay evidencia de que la migración entre países aumente el riesgo de violencia.  : 1008, 1128 

### Estrategias de comunicación
Los estudios han descubierto que comunicar el cambio climático al público puede ayudar a fomentar la participación si se enmarca como una preocupación de salud, en lugar de una cuestión ambiental. Este es especialmente el caso cuando se compara un encuadre relacionado con la salud con uno que enfatizaba la fatalidad ambiental, como era común en los medios al menos hasta 2017.   Comunicar los beneficios colaterales para la salud ayuda a respaldar las estrategias de reducción de gases de efecto invernadero.  Salvaguardar la salud, especialmente la de los más vulnerables, es un objetivo local de primera línea de adaptación al cambio climático.
En 2019, la Asociación Médica Australiana declaró formalmente el cambio climático como una emergencia sanitaria.

### Respuestas políticas

Los grados de preocupación por los efectos del cambio climático varían según la afiliación política.

Debido a su importante impacto en la salud humana, el cambio climático se ha convertido en una preocupación importante para las políticas de salud pública. La Agencia de Protección Ambiental de los Estados Unidos había publicado un informe de 100 páginas sobre el calentamiento global y la salud humana en 1989. En los primeros años del siglo XXI, el cambio climático se abordaba cada vez más como un problema de salud pública a nivel mundial, por ejemplo en 2006 en Nairobi por el secretario general de la ONU, Kofi Annan. Desde 2018, factores como la ola de calor de 2018, el efecto Greta y el Informe especial del IPCC de 2018 sobre el calentamiento global de 1,5 °C aumentaron aún más la urgencia de responder al cambio climático como un problema de salud global. 
El Banco Mundial ha sugerido un marco que puede fortalecer los sistemas de salud para hacerlos más resilientes y sensibles al clima.
Situar la salud como un foco clave de las Contribuciones Determinadas a Nivel Nacional podría presentar una oportunidad para aumentar la ambición y lograr beneficios colaterales para la salud.